# 1639 Bower
1639 Bower je asteroid v glavnem asteroidnem pasu. Spada med asteroide tipa C. Pripada asteroidni družini Bower, ki se po njem tudi imenuje.

## Odkritje
Asteroid Bower je odkril Sylvain Julien Victor Arend 12. septembra 1951 v Uccleu.